# Giuseppe Piegari
Giuseppe Piegari (Napoli, 22 giugno 1892 – Napoli, 11 gennaio 1975) è stato un politico italiano.

## Biografia
Avvocato, presidente della giunta provinciale di Napoli negli anni cinquanta, è stato senatore della Repubblica per la Democrazia Cristiana subentrando al posto del collega Raffaele Pezzullo, deceduto nel 1957, e rimane in carica sino al termine della legislatura nel 1958.
Muore nel gennaio 1975 all'età di 82 anni.